# El camp de cebes
El camp de cebes (títol original: The Onion Field) és una pel·lícula estatunidenca dirigida per Harold Becker, estrenada el 1979. Ha estat doblada al català.

## Argument
Los Angeles, març 1963. En un trivial control de policia, dos malfactors - Powell i Smith - maten a sang freda un policia. El procés que té lloc a continuació durarà anys i pressionarà Heltinger, el policia que ha sobreviscut a l'atac.

## Repartiment
- John Savage: Karl Hettinger
- James Woods: Gregory Powell
- Franklyn Seales: Jimmy Smith
- Ted Aon: Ian Campbell
- Ronny Cox: Sergent Pierce Brooks
- David Huffman: Procurador de districte Phil Halpin
- Christopher Lloyd: L'advocat a la presó
- Dianne Hull: Helen Hettinger
- Priscilla Pointer: Chrissie Campbell
- K Callan: Sra. Powell
- Lillian Randolph: Nana, l'àvia de Jimmy
- John de Lancie